# خدای جنگ: خیانت
خدای جنگ: خیانت (به انگلیسی: God of War: Betrayal) یک بازی ویدئویی دوبعدی در سبک اکشن-ماجراجویی برای تلفن همراه است که توسط جاواگراند و دیبرک گیمز (بخش سرگرمی آنلاین سونی) توسعه یافته و در تاریخ ۲۰ ژوئن ۲۰۰۷ به وسیلهٔ سونی پیکچرز دیجیتال با پشتیبانی از سکوی جاوا، نسخه میکرو منتشر شد. این بازی در سری خدای جنگ سومین بازی و از لحاظ خط زمانی داستان پنجمین بازی است. این بازی کمابیش از اساطیر یونانی اقتباس شده‌است و بن‌مایه داستان آن انتقام است. بازیکن کنترل شخصیت اصلی، کریتوس را در دست می‌گیرد که پس از کشتن آرس مقام خدای جنگ را به دست آورده‌است. کریتوس متهم به قتل آرگوس صد چشم شده‌است و باید در سراسر یونان دنبال قاتل اصلی بگردد، که منجر به رویارویی او با پیام‌آور المپی، سریکس می‌شود.
خدای جنگ: خیانت تنها بازی در سری خدای جنگ است که بر روی پلتفرمی به جز پلی‌استیشن و با گرافیک دوبعدی منتشر شده‌است. با وجود محدودیت‌های دستگاه‌های تلفن همراه، خدای جنگ: خیانت در مقایسه با نسخه‌های کنسولی همچنان رویکرد اکشن و و عنصرهای کمبو، سکوبازی و معمایی را حفظ کرده‌است. با وجود این که خدای جنگ در درجه نخست بازی‌ای متعلق به کنسول‌های خانگی است اما این نسخه برای وفاداری به گرافیک، گیم‌پلی و سبک نگارگری نسخه‌های کنسولی ستوده شده‌است. این بازی جوایزی از جمله «بازی بی‌سیم ماه» (ژوئن ۲۰۰۷) و «بهترین بازی سکوبازی در سال ۲۰۰۷» را کسب کرده‌است.

## گیم‌پلی

گرافیک دوبعدی بازی که از گرافیک سه‌بعدی نسخه‌های دیگر الهام گرفته‌است. کریتوس در حال حمله به یک مینوتور و سوارکار مرده. هاد در بالا سمت چپ به رنگ سبز نشان‌دهنده وضعیت سلامت و هاد آبی نشان‌دهنده قدرت جادو است. نقطه قرمز با عدد ۱۰ نشان‌دهنده شمار گوی‌های به دست آورده شده‌است.

هرچند خدای جنگ: خیانت حالت دوبعدی و پهلو-پیمایش دارد، اما این بازی رویکرد اکشن-محور نسخه‌های پیشین سری را حفظ کرده‌است. بازیکن شخصیت کریتوس را کنترل می‌کند و با عنصرهای گیم‌پلی مانند کمبو، سکوبازی و معما درگیر است. عناصر سکوبازی شامل پرش از شکاف‌ها، بالا رفتن از نردبان و تاب خوردن بر روی طناب‌ها است. برای حل برخی از معماها باید یک جعبه را هل داد تا یک کلید فعال شود یا با پریدن بر روی آن بتوان به جایی رفت که با پرش عادی نمی‌توان به آن رسید. بازی ۱۰ مرحله دارد و ۲ تا ۴ ساعت طول می‌کشد.
اسلحهٔ اصلی کریتوس، همانند نسخه‌های پیشین خدای جنگ، «تیغ‌های آتنا»‏ است که ترکیبی از یک جفت تیغ و زنجیر است که دور کمر و ساعد او پیچیده شده‌است. در گیم‌پلی بازی، تیغ‌ها می‌توانند در جهت‌های مختلفی به صورت تهاجمی چرخانده شوند. کریتوس از اسلحه‌های جادویی مختلفی نیز استفاده می‌کند؛ مانند «نگاه مدوسا»‏ یا ارتش هادس‏. او همچنین یک اسلحه دوم به نام «تیغ آرتمیس»‏ دارد. جادوها به او راه‌های مختلفی برای حمله به دشمنان می‌دهد؛ برای نمونه «نگاه مدوسا» برای مدت کوتاهی دشمنان را تبدیل به سنگ می‌کند. در این بازی بازیکن با دشمنانی چون گورگون‌ها، مینوتور و سربروس روبرو می‌شوند که در اساطیر یونانی ریشه دارند. در بازی، موجوداتی مانند مینیون‌های هادس، لژیون‌های روحی و سواران مرده هم هستند که با الهام از اساطیر، اختصاصاً برای این بازی طراحی شده‌اند. علاوه بر گیم‌پلی اصلی، بازی یک حالت «محیط نبرد» دارد که بازیکن باید ضمن حفظ جان خود، شمار مشخصی از دشمنان را بکشد تا به سطح‌های بالاتر این حالت دسترسی پیدا کند.

## خلاصه داستان

### محل وقوع و شخصیت‌ها
از دیدگاه خط زمانی داستان سری، خدای جنگ: معراج در جایگاه نخست و نسخه‌های زنجیرهای المپ، خدای جنگ، روح اسپارت، خیانت، خدای جنگ ۲، خدای جنگ ۳ و پس از آن‌ها خدای جنگ سال ۲۰۱۸ و در آخر خدای جنگ: رگناروک به ترتیب در داستان جای می‌گیرند.
همانند نسخه‌های پیشین خدای جنگ، این بازی در یک نسخه جایگزین از یونان باستان قرار دارد و خدایان المپی و دیگر موجودات در اساطیر یونانی در آن زندگی می‌کنند. داستان و رخدادهای بازی میان نسخه‌های خدای جنگ: روح اسپارت (۲۰۱۰) و خدای جنگ ۲ (۲۰۰۷) قرار دارند. شخصیت اصلی بازی کریتوس، یک فرماندهٔ پیشین ارتش اسپارت است که پس از کشتن آرس مقام خدای جنگ را به دست آورد. دیگر شخصیت‌ها، شامل غول الهه هرا، آرگوس صد چشم و سریکس هستند. آرگوس یک قاتل گمنام و دشمن اصلی بازی است و سریکس، پسر هرمس، پیام‌آور المپی است. زئوس، پادشاه خدایان در بازی مورد اشاره قرار می‌گیرد اما مستقیماً حضور ندارد.

### پیرنگ
کریتوس در حال رهبری ارتشی در هیاهویی در یونان است. هنگام انجام مأموریتش، شماری از جانوران به رهبری آرگوس، که توسط خدایان برای توقف کریتوس فرستاده شده بود، به او حمله می‌کنند. پس از چند درگیری، آرگوس را قاتلی گمنام می‌کُشد که برای کریتوس پاپوش درست می‌کند و خدایان ضد او می‌شوند. کریتوس سراسر یونان به دنبال قاتل گمنام می‌گردد تا هویت او را کشف کند اما حمله‌های پشت سر هم به او توسط مینیون‌های خدای دنیای مردگان، هادس، سرعت جستجوی کریتوس برای قاتل را کاهش می‌دهد. زئوس، توسط سریکس یک نامه به کریتوس می‌فرستد و از او درخواست می‌کند که جستجوی بی‌امان را ادامه ندهد و به ویرانی‌ای که به‌وجود آمده، توجه کند. کریتوس از دستور سرپیچی می‌کند و با سریکس می‌جنگد و او را می‌کشد و ناخواسته به قاتل اجازه فرار می‌دهد. پس از آن، کریتوس متوجه می‌شود کارهای او، خدایان را بیش از پیش نسبت به خود بیگانه کرده‌است و زئوس به زودی در واکنش به نافرمانی او عمل خواهد کرد.

## توسعه
خدای جنگ: خیانت برای نخستین بار در کنفرانس مطبوعاتی در لس آنجلس در مه ۲۰۰۷ توسط دیبرک گیمز معرفی شد. این بازی در کل ۱۱۰ پویانمایی گوناگون دارد و یک اقتباس دوبعدی از گرافیک سه‌بعدی بازی‌های دیگر سری را ارائه می‌دهد. وی‌فوروارد پویانمایی و طراحی این بازی را انجام داد و جاواگراند که بعداً بازی را توسعه داد، آن را تنظیم کرده‌است. تنها عناصر صداگذاری استفاده‌شده در بازی، موسیقی ارکستری در منوی اصلی و صداهای پس‌زمینه مانند صدای اسلحه‌ها است. در اوت ۲۰۰۷، فیل کوهن، سازنده، توسعه‌دهنده و طراح بازی از چالش‌های تولید و ساخت فضای خدای جنگ برای تلفن همراه گفت. کوهن گفت با این وجود که روند ساخت بازی لذت‌بخش بود، یک چالش بزرگ، ساخت طرح و محیط خاصی بود که به اندازه کافی متنوع باشد تا تنها با چند کیلوبایت، چندین محیط را به تصویر بکشد و به حداقل استانداردهای استودیو سنتا مونیکا نیز برسد. او از سپتامبر تا اکتبر سال ۲۰۰۵ طراحی اولیه را انجام داد و زمانی که کار توسعه در اوت ۲۰۰۶ آغاز شد، آن را بازبینی کرد. نسخه تلفن‌های سطح بالا در آوریل ۲۰۰۷ و نسخه تلفن‌های سطح پایین در ژوئن ۲۰۰۷ درست شدند. تیم انتقال نرم‌افزار آن را در چندین هفته برای بیش از ۲۰۰ نوع تلفن همراه انتقال دادند.
کوهن اظهار داشت که یکی از چالش‌هایی که با آن روبرو بود، ایجاد کردن محیط و طراحی گیم‌پلی با توجه به ضعف فرآیندی تلفن‌های همراه و کمبود فضای مورد نیاز و ساخت عناصری مانند معما، تله، ارتباط با محیط بازی و رفتار دشمنان بود. او همچنین اظهار داشت دیوید جفی و کوری بارلوگ، توسعه‌دهندگان خدای جنگ و خدای جنگ ۲ بر روی این نکته پافشاری می‌کردند که تیم توسعه، حس و حال مبارزه و سبک بصری خدای جنگ را بتواند القاء کند. هردوی آن‌ها «با بازخوردهایشان کمک می‌کردند و با نگرش مثبت خود حامی آن بودند». تیم توسعه همچنین با اریک ویلیامز، توسعه‌دهنده سیستم مبارزه در نسخه‌های کنسول همکاری نزدیکی داشتند. برای اینکه به «احساس و ظاهر» فرنچایز وفادار بمانند، تیم توسعه به‌طور گسترده‌ای خدای جنگ بازی می‌کردند تا با محیط و جو نسخه‌های کنسولی آشنا شوند. تیم توسعه همچنین با ماریان کروزیک، نویسنده نسخه‌های پیشین خدای جنگ همکاری گسترده‌ای داشتند. کروزیک از این نسخه به عنوان پلی برای رویدادهای میان خدای جنگ و خدای جنگ ۲، افزودن پیش‌داستان اضافی به بازی و توضیح دلیل تغییر روابط میان خدایان و کریتوس استفاده کرد.

## بازخوردها
| ناشر         | امتیاز    |
| ------------ | --------- |
| گیمز ریدار+  | [ ۱۲ ]    |
| آی‌جی‌ان       | ۹٬۰ از ۱۰ |
| بلاگ کریتیکز | [ ۱۳ ]    |
| پاکت گیمر    | ۸ از ۱۰   |
| مودوجو       | [ ۱۵ ]    |

خدای جنگ: خیانت بازخوردهای متوسط رو به بالایی داشت. این بازی برای وفاداری به گیم‌پلی، سبک نگارگری و گرافیک مجموعه ستوده شده‌است. لوی بوچانان‏، منتقد آی‌جی‌ان، آن را به عنوان «سومین بازی واقعی فرنچایز» خطاب کرد. همانند او، مت پاپروکی‏ از بلاگ‌کریتیکس نوشت: «خدای جنگ:خیانت یک نسخه کامل از خدای جنگ است و لایق این عنوان می‌باشد.» او گفت «این بازی یکی از بهترین بازی‌هایی است که برروی تلفن همراه تجربه خواهید کرد و به راستی که قالب تلفنی را بخش قابل توجهی از صنعت بازی‌های ویدئویی کرده‌است.» دربارهٔ خشونت در بازی، کریس آنتیستا‏ از گیمزریدار اظهار داشت: «این بازی احتمالاً خونین‌ترین چیزی است که تلفن همراه شما تا به حال دیده‌است.» منتقد پاکت گیمر، ویل فریمن‏ گفت: «هرچند که این بازی یک تجربهٔ انقلابی نیست، اما یک عرضه چشمگیر و محکم داشت و هواداران پلتفرم تلفن همراه از آن لذت خواهند برد.» منتقد مودوجو، جاستین دیویس‏ گفت «بازی به طوری گیراست که تا آخر آن را بازی کنید اما به هیچ وجه احساس لذت بردن نخواهید داشت.»
حمله‌هایی که به زمینه بازی حساس بودند، هم مورد ستایش و هم مورد انتقاد واقع شدند. کریس آنتیستا گفت «[چیزی که] هوادارن از آن خوشحال خواهند بود، برگشت حمله‌های محیطی است» و بر آن افزود که محدودیت‌های کنترل «تنها مشکل واقعی» هستند؛ زیرا حساسیت دکمه مکان‌نما می‌تواند منجر به یک کمبوی ناموفق شوند و «دکمه پرش به‌طور خودکار شما را به جهتی که رو به سوی آن هستید، می‌فرستد.» بوچانان گفت که حملات محیطی «می‌تواند به‌طور خسته‌کننده‌ای نیازمند فوت و فن باشند؛ زیرا شما زمان کوتاهی برای انجام دادن دستور دارید و دکمه‌های بیشتر تلفن‌های همراه کوچکند.»
دربارهٔ سیستم مبارزه بازی، پاپروکی گفت علی‌رغم سیستم ساده‌شده کمبوها، توسعه‌دهندگان موفق شدند که «خشونت و خشمی که خدای جنگ برای آن شناخته شده‌است را در چهارچوب پلتفرم تلفن همراه برانگیزند.» به خاطر سیستم ساده‌شده، موقعیت‌هایی که کریتوس نیاز دارد از جادویش استفاده کند، نادرند. با این وجود، اگر بازیکنان بخواهند از این قابلیت‌ها استفاده کنند، انتخاب کردن آن «باری بر دوش بازیکن در نبردی سریع» است زیرا بازیکن برای آن، باید در تمام فهرست خود بگردد. پاپروکی همچنین از نبودن قابلیت اتوسیو انتقاد کرد؛ زیرا اگر وسط بازی، بازیکن یک تماس دریافت کند، «می‌تواند به ناامیدی غیرقابل تحملی منجر شود». فریمن گفت ترکیب رویدادهای فوری و اسلحه‌ها، سیستم مبارزه را به «برداشت قابل قبولی از سیستم مبارزه نسخه‌های کنسولی» تبدیل می‌کند. دیویس گفت با وجود اینکه در بازی عنصرهای معما و سکوبازی وجود دارد، تمرکز اصلی برروی مبارزه است و احساس کرد که سیستم مبارزه «کمی کم‌عمق» است. او گفت به نظر می‌رسد که شمار فراوان دشمن‌ها تنها «به عنوان کیسه بوکسی برای کریتوس» عمل می‌کنند.

### جوایز
در ژوئن ۲۰۰۷ آی‌جی‌ان خدای جنگ: خیانت را به عنوان بازی بی‌سیم ماه معرفی کرد. در جوایز بهترین بازی‌های بی‌سیم ۲۰۰۷، آی‌جی‌ان این بازی را به عنوان «بهترین بازی سکوبازی» معرفی کرد.

## واژه‌نامه
1. ↑  Philip Cohen
2. ↑  Nathan Leland
3. ↑  Alan Barasch
4. ↑  Blades of Athena
5. ↑  Medusa's Gaze
6. ↑  Army of Hades
7. ↑  Blade of Arthemis
8. ↑  Levi Buchanan
9. ↑  Matt Paprocki
10. ↑  Chris Antista
11. ↑  Will Freeman
12. ↑  Justin Davis